# 곳토이역
곳토이역(일본어: 特牛駅、こっといえき)은 일본 야마구치현 시모노세키시에 위치한 서일본 여객철도 산인 본선의 철도역이다. 단선 승강장 1면 1선의 구조를 갖춘 지상역이다.

## 이용 현황
| 승차 인원 추이 | 승차 인원 추이 |
| 연도           | 1일 평균       |
| -------------- | -------------- |
| 1999           | 105            |
| 2000           | 91             |
| 2001           | 63             |
| 2002           | 64             |
| 2003           | 67             |
| 2004           | 58             |
| 2005           | 53             |
| 2006           | 41             |
| 2007           | 32             |
| 2008           | 36             |
| 2009           | 31             |
| 2010           | 34             |
| 2011           | 28             |
| 2012           | 29             |

## 역 주변
- 곳토이 어항
- 쓰노 섬
- 쓰노시마 대교
- 국도 제435호선

## 역사
- 1928년 9월 9일 : 국유철도 고구시 선의 다키베 역 - 아가와 역 간 연신 때에 개업해, 객.화 취급을 개시했다.
- 1933년 2월 24일 : 고구시 선이 산인 본선에 편입되어, 산인 본선 소속 역으로 한다.
- 1961년 8월 1일 : 화물 취급을 폐지한다.
- 1987년 4월 1일 : 일본국유철도 분할 민영화에 의해, 서일본 여객철도가 승계.

## 인접 역
| 서일본 여객철도 산인 본선 | 서일본 여객철도 산인 본선 | 서일본 여객철도 산인 본선 |
| ------------------------- | ------------------------- | ------------------------- |
| 아가와 마스다 방면        | ■ 산인 본선               | 다키베 하타부 방면        |